# Valentina Guidetti
Valentina Guidetti, conosciuta nella Resistenza come  "Nadia"  (Cavola, 22 novembre 1922 – Ca' Marastoni di Toano, 1º aprile 1945) è stata una partigiana italiana.

## Biografia
Rimasta orfana di madre, insieme ai suoi quattro fratelli cresce in un'altra famiglia a partire dal 1926, anno in cui il padre è costretto ad emigrare per trovare lavoro. Successivamente, all'età di 14 anni, lascia la scuola, seppur seguita con passione, per provvedere al sostentamento suo e dei suoi fratelli. Parte quindi alla volta di Genova, dove lavora come donna di servizio; dal capoluogo ligure rientrerà a Toano solo allo scoppio della seconda guerra mondiale.

### Guerra partigiana
Fin da subito sostenne le idee partigiane, dando assistenza ai primi combattenti della sua zona. Arruolatasi dapprima nelle formazioni della Toscana, vi rimase fino al dicembre del 1944 momento in cui passa nei partigiani reggiani. Assegnata al Distaccamento Orlandini della 26ª Brigata, svolse il ruolo di staffetta. Il 1º aprile del 1945, quando il suo reparto, con altri partigiani delle Fiamme Verdi, fu attaccato dalle forze tedesche, "Nadia", il nome sotto copertura a lei affidato dalle forze di Resistenza, si offrì di andare a chiedere l'aiuto di altri garibaldini riuscendo nell'intento di attraversare una zona pericolosamente battuta dal fuoco e a raggiungere il comando dell'VIII Battaglione. Nel tornare subito al suo distaccamento, tuttavia, venne intercettata dai soldati nazisti i quali la uccisero, dopo averla inutilmente interrogata, massacrandola di pugnalate. Il cadavere fu poi ritrovato dal Monsignor Cocconcelli e i compagni di reparto decisero fin da subito d'intitolarle il distaccamento. Ricordata anche come l'eroina di Pasqua, nel dopoguerra fu insignita della medaglia d'argento al valor militare.

## Onorificenze

### Altri riconoscimenti
A Valentina Guidetti è dedicata una via di Sant'Ilario d'Enza.
Nel 1981, sulla strada che da Quara conduce a Cerrè Marabino è stato inaugurato un monumento alla Resistenza ad opera dell'architetto Antonio Pastorini, che riproduce in un bassorilievo in bronzo l'effige di "Nadia".
Altre rievocazioni della battaglia in cui si svolsero i fatti legati a Valentina Guidetti sono presenti in un cippo, inaugurato nel 1946, al Monte della Castagna e nel sacrario eretto a Cà Marastoni nel 1971.